# Pachyrhizus ahipa
Pachyrhizus ahipa är en ärtväxtart som först beskrevs av Hugh Algernon Weddell, och fick sitt nu gällande namn av Parodi. Pachyrhizus ahipa ingår i släktet Pachyrhizus och familjen ärtväxter. Inga underarter finns listade i Catalogue of Life.